# Central nuclear flotante rusa

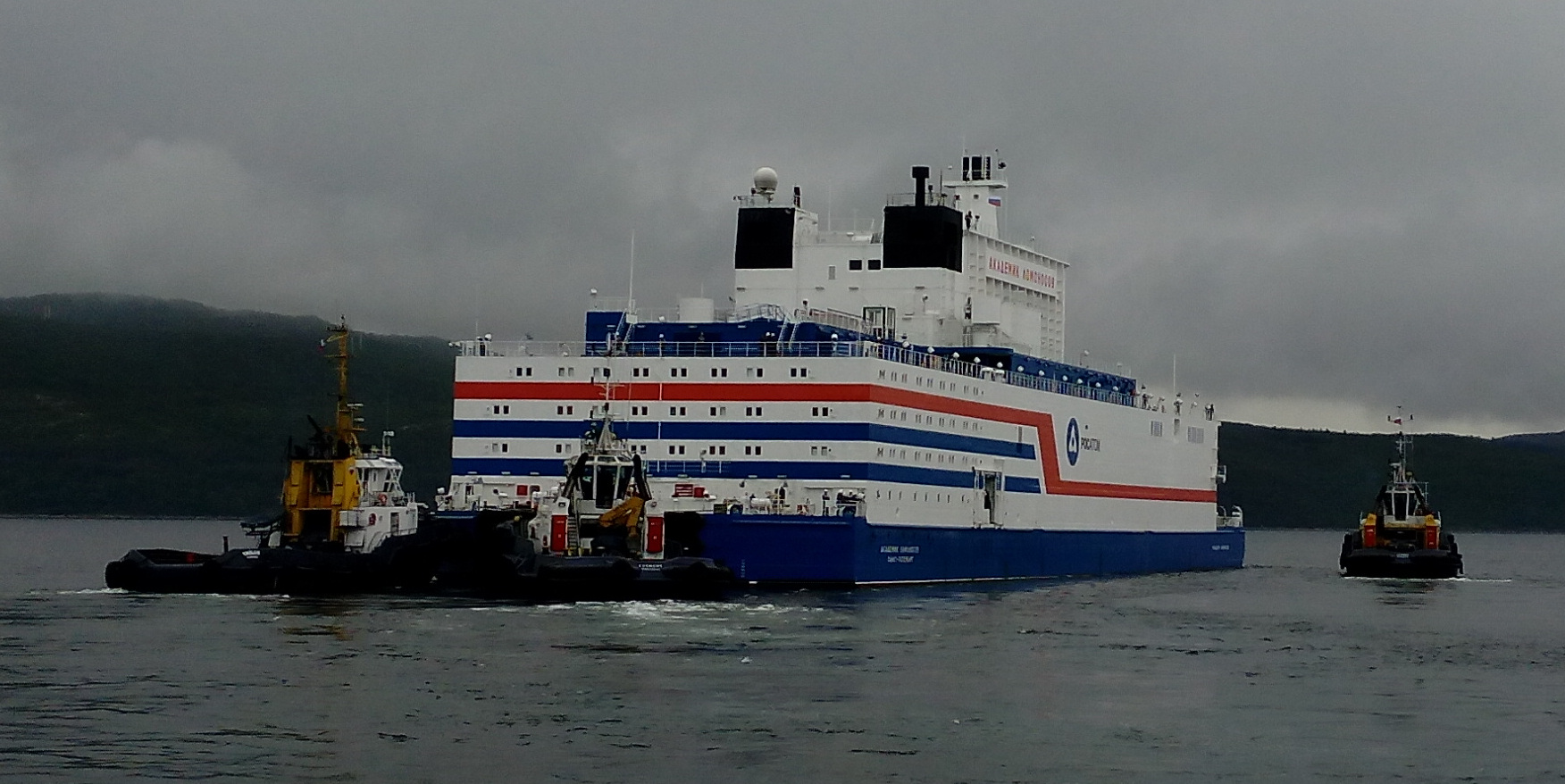
La central nuclear flotante rusa Akademik Lomonosov 1.

Las centrales nucleares flotantes rusas (en ruso: плавучая атомная теплоэлектростанция малой мощности, АТЭС ММ [transliterado: plavuchaya atomnaya teploelectrostantsya maloy moshchnosti, ATES MM]) son buques diseñados específicamente para producir energía eléctrica de origen nuclear. Los barcos, diseñados por la Corporación Estatal de Energía Nuclear Rosatom, contienen dos reactores KLT-40S, modificación de los KLT-40 que ya se usan actualmente para proporcionar energía al carguero Sevmorput y los rompehielos Tajmyr y Vaigach.
Su finalidad es abastecer de energía a zonas remotas de Siberia, que están aisladas de la red principal rusa y padecen frecuentes problemas de suministro eléctrico.
Las centrales son construidas de forma centralizada y remolcadas después a sus emplazamientos definitivos. Por este motivo -además de su pequeño tamaño- se pretende que su construcción se realice en serie.
El 14 de septiembre de 2019, la primera central nuclear flotante, Akademik Lomonosov, arribó a su destino permanente en la región de Chukotka. Esta central comenzó sus operaciones el 19 de diciembre de 2019.

## Antecedentes

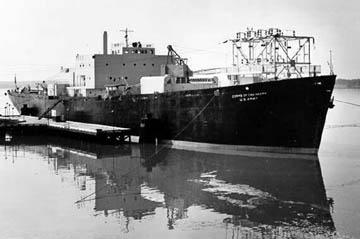
El MH-1A Sturgis, primera central nuclear flotante del mundo.

No se trata del primer proyecto de generación de electricidad mediante una central nuclear flotante. En 1961 la Armada de los Estados Unidos inició un programa para reacondicionar un viejo carguero (un Liberty Ship de la II Guerra Mundial) con un reactor nuclear. El buque, llamado MH-1A Sturgis, era capaz de generar 45 MW eléctricos y suministró electricidad al Canal de Panamá entre 1968 y 1973, permitiendo, durante la guerra de Vietnam, aumentar el número de barcos que cruzaban el canal. El fin de la guerra y los elevados costes de operación pusieron fin al proyecto.
Un primer intento de construir plantas flotantes para uso civil lo llevó a cabo una empresa llamada Offshore Power Systems (creada entre la Public Service Electric and Gas Company, la Westinghouse Electric Corporation y la Tenneco). Se ordenó la construcción de 4 centrales y se llegó a pagar por ellas 254 millones de dólares. Las dos primeras se iban a instalar cerca de Atlantic City. Sin embargo el proyecto resultó seriamente afectado por la crisis del petróleo del 73 y terminó cancelándose en 1978.

## Características de las centrales

### Equipadas con KLT-40S
Los KLT-40 son diseñados y construidos por la OKBM (Oficina de Diseños Especiales de Ingeniería Mecánica). Se trata de reactores del tipo PWR (Pressure Water Reactor, Reactor de Agua a Presión). El reactor se refrigera por circulación forzada, si bien se ha diseñado para, en caso de emergencia, poder resistir solo con refrigeración por convección. Al contrario que los RBMK —como el que causó el accidente de Chernóbil— se considera que este un reactor «inherentemente seguro» ya que tiene un coeficiente de temperatura negativo (lo cual significa que, en caso de perder líquido refrigerante, el reactor tiende a apagarse por sí solo).
La central será capaz de producir 150 MW térmicos con sus dos reactores en marcha, de los cuales se podrán aprovechar, según la configuración escogida:
- 77 MW eléctricos.
- 70 MW eléctricos y otros 70 MW para calefacción o desalinizar.
- Desalinizar 240.000 metros cúbicos de agua al día.

Sin embargo, debido a que se pretende enviar estas centrales a zonas desconectadas de la red eléctrica rusa, está previsto que solo uno de los dos reactores esté encendido. Esto permitirá dejar al segundo como reserva en caso de avería o para cubrir el servicio cuando el primero se encuentre recargando combustible (lo que se prevé suceda una vez cada 4 años).
Las centrales utilizarán uranio enriquecido al 16-20% en forma de uranio-aluminio (en los KLT-40 para propulsión naval se usa enriquecimiento del 90%). Cada reactor contendrá unos 150 kg de combustible. Al cabo de 12 años la central volverá a los astilleros para pasar una inspección generalizada. Se espera que las centrales puedan estar funcionando unos 40 años.
Los barcos tienen una eslora de 144'4 m, manga de 30 m y calado de 5'6 m. Los buques tienen un desplazamiento de 21500 toneladas. La tripulación será de 69 personas.

### Otros posibles reactores
Rusia ha estudiado la posibilidad de construir centrales nucleares flotantes equipadas con otros reactores:
- VVER-150 (110 MW eléctricos).
- VVER-300 (200 MW eléctricos). Los planes actuales hablan solo de instalación en tierra firme.
- RITM-200 (55 MW eléctricos).
- ABV (10-12 MW eléctricos).
- ABV-6M (18 MW eléctricos).[16]
- (3 MW eléctricos).[17]

## Primera unidad:Akademik Lomonosov
La primera de las centrales, bautizada Akademik Lomonosov, comenzó a construirse el 15 de abril de 2007 en los astilleros de Sevmash, Severodvinsk. Se pretendía que esta primera unidad sirviera de prototipo y, una vez lista (2010), proporcionara electricidad a Severodvinsk y los propios astilleros. El buque recibió su bautismo de agua en 2008. Sin embargo, dado el rearme de Rusia, Rosenergoatom consideró que los astilleros de Severodvinsk estaban saturados por la construcción de numerosos buques de guerra. Por eso el 8 de agosto de ese mismo año Rosenergoatom decidió trasladar la construcción del buque a los astilleros de Baltiisky Zavod, en San Petersburgo. Sevmash, no obstante, insiste en que posee capacidad suficiente para construir el buque.
El coste del buque Akademik Lomonosov se estimó en 2002 en 3.000 millones de rublos, en el 2003 la cifra había ascendido a 5.900 millones de rublos y en el 2008 a 9.100 millones de rublos (aproximadamente 336 millones de dólares). Se supone que estas cifras se incrementaron aún más debido al cambio de astilleros, que probablemente afectó también a los plazos de construcción. No obstante, se confía en poder rebajar el precio de posteriores centrales hasta los 7400 millones de rublos.
Tras haberse trasladado la construcción de Severodvinsk a Baltiisky Zavod se escogió la localidad de Vilyuchinsk (cerca de Petropavlovsk de Kamchatka) como ubicación donde entraría a funcionar la central Akademik Lomonosov. No está decidido dónde se ubicará la segunda unidad, si bien se ha mencionado la localidad de Pevek, Chukotka (de hecho se barajó ubicar allí la primera unidad). Las ulteriores unidades se proyectan para regiones de Siberia y la costa del Pacífico como Chukotka, Kamchatka, Yakutia y Taimyr.

## Seguridad
No está clara la seguridad que pueden alcanzar estas centrales. Por un lado las organizaciones ecologistas como Greenpeace y Bellona aseguran que las centrales serán fáciles objetivos para terroristas, que podrían secuestrarlas o impactar un avión contra ellas. Asimismo, muestran su preocupación ante la idea de tener centrales nucleares en zonas remotas, donde sería difícil recibir auxilio en caso de precisarlo. También parte del sector nuclear ruso se ha manifestado en contra de estas centrales; así Vladimir Kuznetsov (antiguo director de los inspectores nucleares rusos) coescribió un informe en el que calificaba estas centrales como «inherentemente inseguras». Estas objeciones hacen que se haya apodado a estas centrales como «Chernóbil flotantes».
Los responsables rusos, por su lado, desmienten estas acusaciones, recordando el buen historial de los KLT-40. Aseguran que las centrales estarán equipadas con los más modernos mecanismos de seguridad, como identificación mediante huella dactilar e iris para evitar que los terroristas puedan acceder a ellas. Afirman que las centrales estarán protegidas mediante un dique y cinco barreras herméticas de seguridad, por lo que resistirían un ataque mediante buzos o un avión que se estrellara contra ellas. Recuerdan, además, que los reactores navales han demostrado capacidad de resistir condiciones extremas como fue el hundimiento del Kursk. A pesar de esto no se han hecho públicos los pormenores técnicos de los mecanismos de seguridad; así, por ejemplo, se desconoce si las centrales estarán dotadas de un muro de contención.

## Perspectivas de comercialización
Existen dudas sobre el éxito comercial de este tipo de centrales. De momento solo hay una en funcionamiento y otra firmemente planeada. Los propios promotores reconocen que, al tratarse de un proyecto novedoso, ignoran cómo reaccionará el mercado ante él.
En energía nuclear el precio por potencia disminuye cuanto mayor es la potencia, lo cual hace que los constructores tiendan a hacer reactores cada vez mayores. Sin embargo eso ha dejado un hueco en el mercado para reactores de tamaño pequeño que podrían ser útiles para regiones remotas, donde el transporte de grandes cantidades de combustibles fósiles no sea viable. Se considera que los reactores no son rentables por debajo de los 20 MW, lo que deja a las centrales flotantes solo un poco por encima de ese umbral y en clara desventaja con otros modelos algo más potentes. Sin embargo la posibilidad de construirlas en serie podría reducir sensiblemente su precio y hacerlas competitivas.
La principal ventaja de los KLT-40 es que han demostrado su fiabilidad en los buques que equipan. Rosenergoatom tiene previsto tener siete buques operando en un futuro y desde Rusia se sugiere que la demanda puede exceder la capacidad de construcción de los astilleros. La agencia de energía atómica ha señalado que al menos 12 países (entre los que se encuentran Argelia, Argentina, Cabo Verde, Canadá, China, Indonesia y Malasia) han mostrado interés por adquirirlas.
No obstante, el hecho de que el reactor fuera diseñado en tiempos de la antigua Unión Soviética despierta dudas entre posibles compradores extranjeros. La pretensión de exportarlas a países de dudosa capacidad como Cabo Verde levanta sospechas de que en realidad se trata de un intento de hacerlas competitivas a base de construirlas en grandes cantidades. Esta pretensión despierta, además, recelos por sus posibles implicaciones en la no proliferación nuclear. Rusia se ha defendido de estas acusaciones afirmando que las centrales no se venderán al extranjero sino solo la electricidad, calor o agua producidos, estando el barco —así como la tecnología y el material nuclear— siempre en manos rusas.